# Мирослав Стевич
Мирослав Стевич (серб. Мирослав Стевић/Miroslav Stević, нар. 7 січня 1970, Любовія) — югославський і сербський футболіст, що грав на позиції півзахисника.
Виступав, зокрема, за клуби «Мюнхен 1860» та «Боруссія» (Дортмунд), а також національну збірну Югославії.

## Клубна кар'єра
У дорослому футболі дебютував 1989 року виступами за команду клубу «Партизан», в якій провів один сезон, взявши участь лише у 6 матчах чемпіонату. 
Згодом з 1990 по 1994 рік грав у складі команд клубів «Рад», «Грассгоппер» та «Динамо» (Дрезден).
Своєю грою за останню команду привернув увагу представників тренерського штабу клубу «Мюнхен 1860», до складу якого приєднався 1994 року. Відіграв за клуб з Мюнхена наступні чотири сезони своєї ігрової кар'єри. Більшість часу, проведеного у складі «Мюнхена 1860», був основним гравцем команди.
У 1999 році уклав контракт з клубом «Боруссія» (Дортмунд), у складі якого провів наступні три роки своєї кар'єри гравця.  Граючи у складі «Боруссії» також здебільшого виходив на поле в основному складі команди.
Протягом 2002—2004 років захищав кольори клубів «Фенербахче» та «Бохум».
Завершив професійну ігрову кар'єру у клубі «Унтергахінг», за команду якого виступав протягом 2004—2006 років.

## Виступи за збірну
У 1994 році дебютував в офіційних матчах у складі національної збірної Югославії. Протягом кар'єри у національній команді, яка тривала 7 років, провів у формі головної команди країни 29 матчів, забивши 2 голи.
У складі збірної був учасником чемпіонату світу 1998 року у Франції.